# Équipe d'Uruguay féminine de volley-ball
L'équipe d'Uruguay féminine de volley-ball est composée des meilleures joueuses uruguayennes sélectionnées par la Fédération uruguayenne de volley-ball (Federación Uruguaya de Voleibol, FUV). Elle est actuellement classée au 80e rang de la Fédération internationale de volley-ball au 11 juillet 2022.

## Sélection actuelle
Sélection pour les Qualifications aux championnats du Monde de 2010.

Entraîneur :  Gerardo Peralta ; entraîneur-adjoint :  Sabrina Olave

## Palmarès et parcours

### Palmarès
- Championnat d'Amérique du Sud
  - Finaliste : 1951, 1956
  - Troisième : 1958, 1969,1971, 1973

### Parcours

#### Championnats du monde
| - 1952 : non qualifié - 1956 : non qualifié - 1960 : 9e - 1962 : non qualifié - 1967 : non qualifié - 1970 : non qualifié - 1974 : non qualifié - 1978 : non qualifié - 1982 : non qualifié - 1986 : non qualifié | - 1990 : non qualifié - 1994 : non qualifié - 1998 : non qualifié - 2002 : non qualifié - 2006 : non qualifié - 2010 : non qualifié |

#### Coupe du monde
| - 1973 : 10e - 1977 : non qualifié - 1981 : non qualifié - 1985 : non qualifié - 1989 : non qualifié - 1991 : non qualifié - 1995 : non qualifié - 1999 : non qualifié - 2003 : non qualifié - 2007 : non qualifié |

#### Championnat d'Amérique du Sud
| - 1951 : Finaliste - 1956 : Finaliste - 1958 : 3e - 1961 : non qualifié - 1962 : non qualifié - 1964 : 4e - 1967 : 4e - 1969 : 3e - 1971 : 3e - 1973 : 3e | - 1975 : 4e - 1977 : non qualifié - 1979 : non qualifié - 1981 : 6e - 1983 : non qualifié - 1985 : non qualifié - 1987 : 6e - 1989 : 6e - 1991 : 8e - 1993 : 6e | - 1995 : 7e - 1997 : non qualifié - 1999 : 5e - 2001 : 4e - 2003 : non qualifiée - 2005 : 5e - 2007 : 4e - 2009 : 5e |

#### Coupe panaméricaine
| - 2002 : Non qualifié - 2003 : Non qualifié - 2004 : Non qualifié - 2005 : Non qualifié - 2006 : Non qualifié - 2007 : 11e - 2008 : Non qualifié - 2009 : Non qualifié - 2010 : Non qualifié |